# Muzeum Zamoyskich w Kozłówce
Muzeum Zamoyskich w Kozłówce (do 1992 Muzeum-Pałac w Kozłówce) – muzeum prowadzone przez Samorząd Województwa Lubelskiego, posiadające osobowość prawną, wpisane do Państwowego Rejestru Muzeów pod numerem 3/135. Siedzibą muzeum jest późnobarokowy Pałac w Kozłówce, jedna z najlepiej zachowanych rezydencji magnackich w Polsce.

## Historia

### Losy powojenne
Po zakończeniu działań wojennych w 1944 na mocy dekretu o reformie rolnej rodzina Zamoyskich utraciła swoją rezydencję, która przeszła na własność państwa. Resort Kultury i Sztuki PKWN objął bezpośredni nadzór nad posiadłością. W 1946 na terenie rezydencji powstało Państwowe Muzeum Narodowe w Kozłówce – pierwsze polskie muzeum na ziemiach wyzwolonych spod okupacji niemieckiej. W 1950 muzeum utraciło autonomię i stało się oddziałem Muzeum Lubelskiego w Lublinie (obecnie Muzeum Narodowe w Lublinie). W okresie tym kozłowiecka rezydencja nie była otwarta dla zwiedzających, była wykorzystywana w różnych celach przez Muzeum Lubelskie, dawną rezydencją zarządzał woźny oraz jego żona. W 1955 w dawnej posiadłości rodziny Zamoyskich utworzono Centralną Składnicę Muzealną, która to bezpośrednio podlegała pod Ministerstwo Kultury i Sztuki. Owa jednostka była magazynem, w którym przechowywano zapomniane muzealia z całej Polski.

### Utworzenie Muzeum i losy do dziś
W 1977 na terenie kozłowieckiego kompleksu pałacowo-parkowego powstało Muzeum-Pałac w Kozłówce. Pierwszy raz od kilku dekad pałacowe wnętrza zostały udostępnione zwiedzającym. Pierwszym dyrektorem nowo powstałej instytucji został muzealnik, Krzysztof Kornacki. W kolejnych latach kozłowiecka rezydencja była stopniowa rewitalizowana. W 1992 muzeum odzyskało oficynę południową, dotychczas zajmowaną przez szkołę podstawową. Od tej chwili cały kompleks pałacowo-parkowy jest do dyspozycji muzeum. W 1994 w budynku pałacowej wozowni utworzono Galerię Socrealizmu. W 2007 rozporządzeniem Prezydenta RP Lecha Kaczyńskiego kompleks pałacowo-parkowy w Kozłówce został uznany za Pomnik Historii.
W 2009 za rekompensatą 18 milionów złotych dzieci ostatniego właściciela hrabiego Aleksandra Leszka Zamoyskiego oraz wnuczka hrabiego Adama Michała Zamoyskiego zrzekli się roszczeń do Pałacu w Kozłówce. W myśl ugody spadkobiercy mogą przebywać nieodpłatnie, każdy z nich przez dwa tygodnie w roku, w specjalnym apartamencie na terenie kompleksu.

## Galeria Socrealizmu

### Przyczyny powstania
W latach 1955–1977 na terenie kozłowieckiego kompleksu funkcjonowała Centralna Składnica Muzealna. W miejscu tym muzea państwowe deponowały zapomniane, często niechciane dzieła sztuki. W 1956 po odwilży gomułkowskiej niemal wszystkie polskie muzea pozbyły się zbiorów związanych z realizmem socjalistycznym które to trafiły do Centralnej Składnicy Muzealnej. Zbiory te obejmowały m.in. obrazy, plakaty, rzeźby, pomniki oraz inne muzealia związane z socrealizmem.

### Kolejne lata
W 1977 w Kozłówce powstało nowe muzeum które automatycznie przejęło zbiory po dawnej Centralnej Składnicy Muzealnej. W kolejnych latach dokonywano ewidencji kozłowieckich muzealiów związanych z socrealizmem. Okazało się, że Muzeum Zamoyskich w Kozłówce posiada największą w Polsce i jedną z największych w Europie kolekcję sztuki socrealizmu. Do końca lat 80. zbiory te nie były udostępnione zwiedzającym. Na początku lat 90. XX wieku muzeum zorganizowało dwie wystawy czasowe prezentujące kozłowieckie zbiory socrealistyczne które wzbudziły spore zainteresowanie. W 1994 staraniem kozłowieckich muzealników w budynku dawnej powozowni utworzono pierwszą w Europie galerię prezentującą dzieła związane z realizmem socjalistycznym. Od tej chwili w budynku powozowni znajduje się magazyn oraz wystawa stała poświęcona socrealizmowi. Z powodu małej powierzchni wystawienniczej zwiedzającym są udostępnione jedynie niektóre zbiory. Za budynkiem powozowni znajduje się zaś wystawa plenerowa gdzie eksponowane są pomniki zdemontowane po odwilży w 1956, jak i po zmianach ustrojowych w 1989.

## Dyrektorzy Muzeum
- Krzysztof Kornacki (1 lutego 1979 – 31 grudnia 2014)[6]
- Anna Fic-Lazor (1 stycznia 2015 – 28 lutego 2023)[7][8]
- Jerzy Dębski (pełniący obowiązki, 1 marca 2023 – 30 października 2023)[9]
- Bożena Ćwiek (30 października 2023 – 23 lipca 2024)
- Andrzej Pruszkowski (od 24 lipca 2024)[a][10][11][12][13][14]